# Sensationen für Millionen
Sensationen für Millionen (Originaltitel Sensations of 1945) ist ein US-amerikanischer Musicalfilm von Andrew Stone aus dem Jahr 1944 mit Eleanor Powell in der Hauptrolle. Tragende Rollen sind mit Dennis O’Keefe, W. C. Fields, Sophie Tucker, Eugene Pallette, C. Aubrey Smith und David Lichine besetzt. Der Hauptzweck des Films bestand darin, eine Vielzahl verschiedener nicht nur musikalischer und tänzerischer Auftritte zu präsentieren bis hin zu Eleanor Powells athletischem Stepptanz. Eine sehr locker gehaltene Handlung rahmt das Geschehen auf der Bühne ein.
Der Film war für einen Oscar in der Kategorie „Beste Filmmusik“ nominiert.

## Handlung
Die Tänzerin Ginny Walker steht auf der Bühne, als eine tief verschleierte Frau im Publikum aufsteht und Ginny beschuldigt, ihr ihren Ehemann gestohlen zu haben. Urplötzlich hält sie eine Waffe in ihrer Hand und feuert einen Schuss auf die Tänzerin ab, die daraufhin zusammenbricht. Nachdem man Ginny in ihre Garderobe hinter der Bühne gebracht hat, erscheint die Frau dort, bei der es sich um Julia Westcolt handelt. Es stellt sich heraus, dass Ginny diesen Auftritt geplant hatte, und ihr Werbegag tatsächlich eingeschlagen ist wie eine Bombe. Als Ginnys Presseagenten, Gus Crane und sein Sohn Junior, sie aufsuchen, brüstet sie sich vor ihnen mit ihrer Idee und tadelt sie, dass sie nicht kreativer in ihrer Arbeit für sie seien. Entsetzt über Ginnys dreiste Art ruft Junior, ein konservativer Harvard-Absolvent, sie zur Ordnung und verlässt dann den Raum. Ginny verschwört sich daraufhin mit Gus, um dessen Sohn eine Lektion zu erteilen. Als Junior am nächsten Morgen das Büro betritt, findet er dort Ginny am Schreibtisch seines Vaters vor. Kühl informiert sie ihn darüber, dass Gus ihr die Kontrolle über das Geschäft erteilt habe. Als Ginny die Bücher überprüft, stellt sie fest, dass drei Klienten, ein Gastronom, ein Zirkusbesitzer und der Manager eines Balletts, ihre Rechnungen noch nicht bezahlt haben. Ginny macht wieder Junior dafür verantwortlich, die Leute nicht so vertreten zu haben, wie es nötig wäre und kommt dann auf die Idee, die drei Talente unter der Rubrik „Circus in the Sky“ zusammenzufassen.
Die Nummer wird zu einem überwältigenden Erfolg und Ginny plant als nächstes „The Great Gustafson“, einen Hochseilakt, groß herauszubringen. Sie wettet mit Junior, dass sie es schaffe, ihn auf die Titelseite zu bringen. Sie gewinnt ihre Wette, als die Zeitung einen Aufmacher bringt, der Gustafsons todesmutigen Weg auf einem Drahtseil über die 1.000 Meter lange Royal Gorge zeigt. Junior zeigt ihr jedoch, wie sehr er es missbilligt, dass sie das Leben eines Klienten riskiere, nur um ihr Ziel zu erreichen. Nach diesem Erfolg wendet sich Dan Lindsay, ein pensionierter Broadway-Produzent an Ginny, die ihm helfen soll seine Memoiren gewinnbringend zu vermarkten. Collins, der Besitzer des „Plantation Clubs“ tritt ebenfalls an Ginny heran, damit sie seinen Club promote. Ginny hat die Idee, die Angebote des Clubs gegenüber dem Times Square an eine Wand zu projizieren, was zu einem Aufruhr führt. Ginny wird wegen Ruhestörung verhaftet und muss die Nacht im Gefängnis verbringen.
Ginnys Idee, Dan erst einmal im „Nineties Club“ einzustellen, um ihm ein regelmäßiges Einkommen zu verschaffen, findet Juniors Beifall, bis er herausfindet, dass Ginny zehn Prozent des Gewinns des Clubs für die Agentur abzweigt und zudem Dan auch noch dazu gebracht hat, dass seine Freunde aus dem Show-Geschäft, wie beispielsweise W. C. Fields, kostenlos im Club auftreten. Junior hat nun endgültig genug von Ginnys Selbstsucht und teilt ihr mit, dass er das Geschäft verlasse, um wieder in die Armee einzutreten. Nachdem Junior weg ist, erzählt Gus Ginny, dass er gehofft hatte, dass sie und sein Sohn ein Paar werden würden. Ginny vertraut ihm daraufhin an, dass sie der Meinung gewesen sei, dass Junior Chloe Connor, die Besitzerin des tanzenden Pferdes „Starless Night“ liebe. Dan meint jedoch, Chloe sei nur eine Klientin, um die Junior sich gesorgt habe, weil sie nach einem schweren Sturz vom Pferd nicht mehr habe auftreten können. Ginny beschließt daraufhin, mit „Starless Night“ aufzutreten und den Erlös der Show Chloe zufließen zu lassen. Sie trainiert wochenlang  und am Eröffnungsabend ihrer Show erscheint auch Junior unter den Besuchern. Er hat inzwischen von Ginnys selbstloser Haltung erfahren und ist davon sehr berührt. Als er Ginny nach der Show hinter den Kulissen besucht, gesteht er ihr, dass er sie immer geliebt habe.

## Produktion

### Produktionsnotizen, Hintergrund
Produziert wurde der Film von der Andrew Stone Pictures Corp. Die Dreharbeiten erstreckten sich über den Zeitraum 3. Januar bis 1. März 1944. Weitere Szenen entstanden am 10. März und am 28. April 1944. Vertrieben wurde der Film in den USA von United Artists, in der Bundesrepublik Deutschland von Constantin Film. Seine Arbeitstitel lauteten Sensations und Sensations of 1944. Laut der Fachzeitschrift der Filmindustrie The Hollywood Reporter beschloss man eine Titeländerung in Sensations of 1945 um eine längere Laufzeit in den Kinos zu erreichen. Statt der angekündigten zehn neuen Lieder, enthielt der Film nur neun. Zwar sollte der Film zunächst in Farbe gedreht werden, aufgrund technischer Probleme entstand dann jedoch eine Schwarzweiß-Version. Regisseur Andrew Stone wollte dem Publikum, das während des Krieges nicht so reisen konnte, wie in Friedenszeiten, auch Zirkusunterhaltung bieten und baute sechs Spezialnummern in den Film ein, die er unter dem Thema „Circus in the Sky“ zusammenfasste. So entwickelte Leon Schlesinger eine animierte Sequenz, um Cab Calloways Jive Talk zu veranschaulichen.
Reaktionen, die auf eine Vorschau des Films im April 1944 zurückgingen, bewegten Stone dazu, dem Film zusätzliche Szenen mit W. C. Fields hinzuzufügen, wie eine Nachricht im Hollywood Reporter besagte. Es wurde der letzte Auftritt Fields auf der Kinoleinwand.
Dies war Eleanor Powells erster und einziger Film für United Artists, nachdem sie Metro-Goldwyn-Mayer, wo sie über viele Jahre einer der Stars war, verlassen hatte. Es war auch ihre letzte Hauptrolle in einem Film. Lediglich 1950 kehrte sie noch einmal für einen Cameo-Auftritt in dem Musikfilm Die Venus verliebt sich, mit Esther Williams in der Hauptrolle, auf die Leinwand zurück. Powells Tanz in einem riesigen Flipperautomaten, als Teil des Songs Spin Little Pinball fand bei Kritik und Zuschauern ganz besondere Beachtung und wurde hochgelobt.
Das Kriegsministerium nahm Anstoß daran, dass der Film einige Szenen enthalte, in denen sich Soldaten unwürdig verhalten würden, wie es hieß. Dadurch verzögerte sich eine eher geplante Veröffentlichung. Im Hollywood Reporter war im November 1944 zu lesen, dass der Vaudeville-Komödiant Pat Henning die Produktionsfirma verklagt habe, weil seine Performance aus dem Film herausgeschnitten worden war. Wie das Prozedere ausging, ist nicht überliefert.

### Musiknummern
Komponiert wurden die nachfolgend aufgeführten Songs von Al Sherman, der Text stammt von Harry Tobias.
- No Never
- Spin Little Pinball
- Sensations
- Mr. Hepster’s Dictionary
- Wake Up Man, You’re Slippin
- One Love
- Circus in the Sky
- Divine Lady
- Kiss Serenade

### Veröffentlichung
Die Erstveröffentlichung des Films erfolgte am 30. Juni 1944 in den Vereinigten Staaten, wo er später auch unter dem Titel Sensations veröffentlicht wurde. In Portugal und Mexiko lief er noch im selben Jahr an, in Schweden 1945, in Spanien (Madrid) und Dänemark 1947, in Japan 1951 und in Österreich 1952. In der Bundesrepublik Deutschland war der Film erstmals am 22. September 1950 unter dem Titel Sensationen für Millionen zu sehen, ein Alternativtitel lautet Sensationen von 1945.
Veröffentlicht wurde der Film zudem in Argentinien, Brasilien und in Italien.

## Rezeption

### Kritik
Hal Erickson schrieb für AllMovies und konnte dem Film nicht allzu viel Gutes abgewinnen. Er lobte als Highlight des Films Powells Tanz in einem riesigen Flipperautomaten und hielt W. C. Fields Beitrag, der auf einer seiner alten Ziegfeld-Follies-Nummer basiere, für erstaunlich wenig witzig. Weiter hieß es, diese langwierige, wirre Geschichte werde nur während des Spiels zwischen einem sichtlich kranken Fields und seiner lebhaften weiblichen Begleiterin Louise Currie zum Leben erweckt.
TimeOut schrieb, bezogen auf den Titel, nein, nicht Hiroshima, der Labour-Erdrutsch oder Hitlers Selbstmord seien die Sensations 1945, sondern ein tanzendes Pferd, einige Bären auf Rollerskates und Cab Calloway mit Hepster’s Dictionary. In dem sehr hektischen Film gebe es einige Kuriositäten einschließlich W. C. Fields’ letztmaligen Auftritt. Gelobt wird auch hier Powells Tanz in einem Flipperautomaten, der sensationell sei, was man vom Film nicht sagen könne.
Der TV Guide sah den Film durchaus positiv und sprach von einer unterhaltsamen Show-Business-Saga, die eine erstaunliche Vielfalt an Wendungen bereit halte.
Bei Variety hieß es, auch wenn eine Analyse der Handlung diese nur als lächerlich bezeichnen könne, sei der Film viel überzeugender als eine kurze Nacherzählung es vermuten lasse, was in erster Linie dem Regisseur Andrew L. Stone zu verdanken sei.
Der Movie & Video Guide schrieb: „One incredible number has her tap-dancing inside giant pinball machine! Fields’ skit (his last appearance on film) is only fair, other specialty numbers are fun“. (Übersetzung: Eine unglaubliche Nummer hat sie (Anm.: Gemeint ist Eleanor Powell) in einem riesigen Flipperautomaten. Fields’ Sketch (in seinem letzten Filmauftritt) ist ganz ordentlich, die weiteren Spezialnummern machen Spaß.)
Halliwell’s Film Guide charakterisierte den Film wie folgt: „Slim plot holds together a ragbag of variety acts, some quite choice“. (Übersetzung: Die dünne Handlung umfasst ein Sammelsurium aus verschiedenen Auftritten, von denen einige durchaus erstklassig sind.)

### Auszeichnung
Oscarverleihung 1945
- Nominierter: Mahlon Merrick in der Kategorie „Beste Filmmusik“ (Musikfilm)
Der Oscar ging an Carmen Dragon und Morris Stoloff und den Musicalfilm Es tanzt die Göttin.